# Николаевская епархия ПЦУ
Николаевская и Богоявленская епа́рхия — епархия Православной церкви Украины с центром в городе Николаеве. Правящий архиерей — митрополит Владимир (Ладыка).

## История
Епархия образована 30 сентября 1997 года из Николаевской и Херсонской епархий Украинской православной церкви Киевского патриархата.
В 2018 году на Объединительном соборе правящий архиерей вместе с епархией перешли в Православную церковь Украины.

## Текущее положение
На сегодняшний день в состав Николаевской епархии номинально входит 135 приходов, в которых служат 55 священнослужителей. Кафедральным храмом епархии является Кафедральный собор Касперовской иконы Божией Матери в Николаеве.
К юрисдикции епархии входит и 1 монастырь, но монахов по состоянию на январь 2011 года там нет. Действует также православная миссия, функционируют 25 воскресных школ.

## Епископы
УПЦ КП
- Алексий (Царук) (7 июля — 30 декабря 1993)
- Владимир (Ладыка) (30 декабря 1993 — 15 декабря 2018)

ПЦУ
- Владимир (Ладыка) (с 15 декабря 2018)